# 甲陽園站
甲陽園站（日语：／ Kōyōen eki */?）是位於日本兵庫縣西宮市，屬於阪急電鐵甲陽線的車站。本站是甲陽線的終點站，並且在2003年入選第4屆近畿車站百選。

## 歷史
- 1924年（大正13年）10月1日 - 阪神急行電鐵（現在的阪急電鐵）甲陽線的夙川站 - 本站間開始營運[2]。
- 1995年（平成7年）
  - 1月17日 - 由於阪神大地震的關係，全線停止營運。
  - 3月1日 - 重新開始營運[2]。
- 2008年（平成20年）9月20日 - 一輛從夙川發車的普通電車，最後一節車廂在本站附近出軌，所幸無人受傷，而之後1號線停止使用。
- 2010年（平成22年）8月7日 - 1號線重新開始營運，2號線廢止。
- 2013年（平成25年）12月21日 - 導入車站編號。

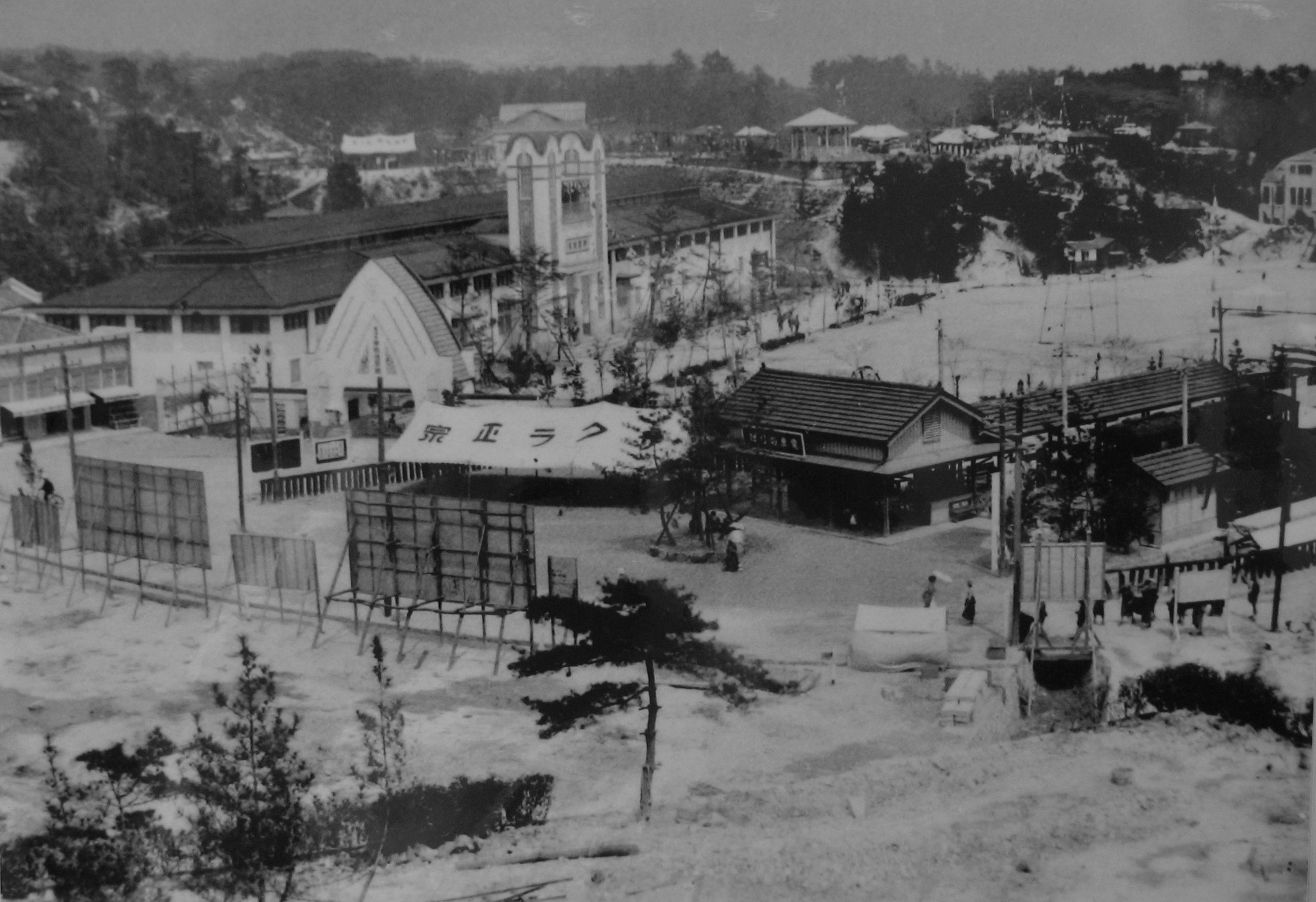
開業初期的遠景。車站左邊的建築物為甲陽劇場。
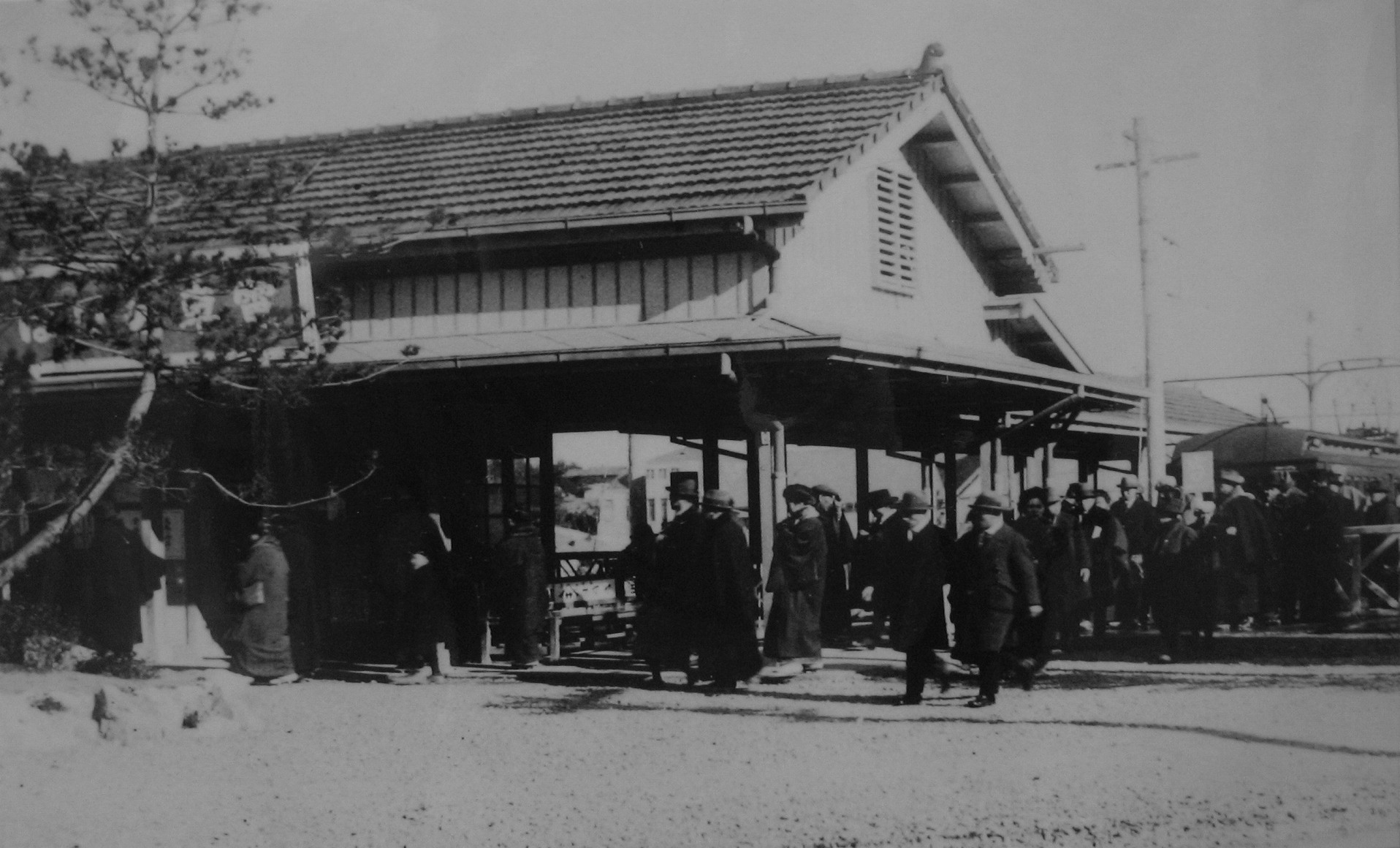
開業初期的站房。
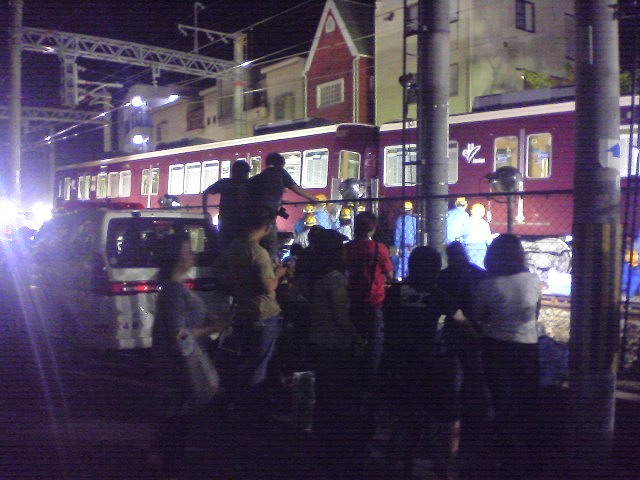
2008年9月20日的出軌事故。

## 車站構造
本站為擁有港灣式月台1面1線的地面車站，實際為2面1線，但因西側月台的有效長度不足，因此從來不使用。
洗手間位於檢票口內。

### 月台配置
| 月台 | 路線   | 目的地                                |
| ---- | ------ | ------------------------------------- |
| 1    | 甲陽線 | 往 夙川、大阪梅田、神戶（三宮）、寶塚 |

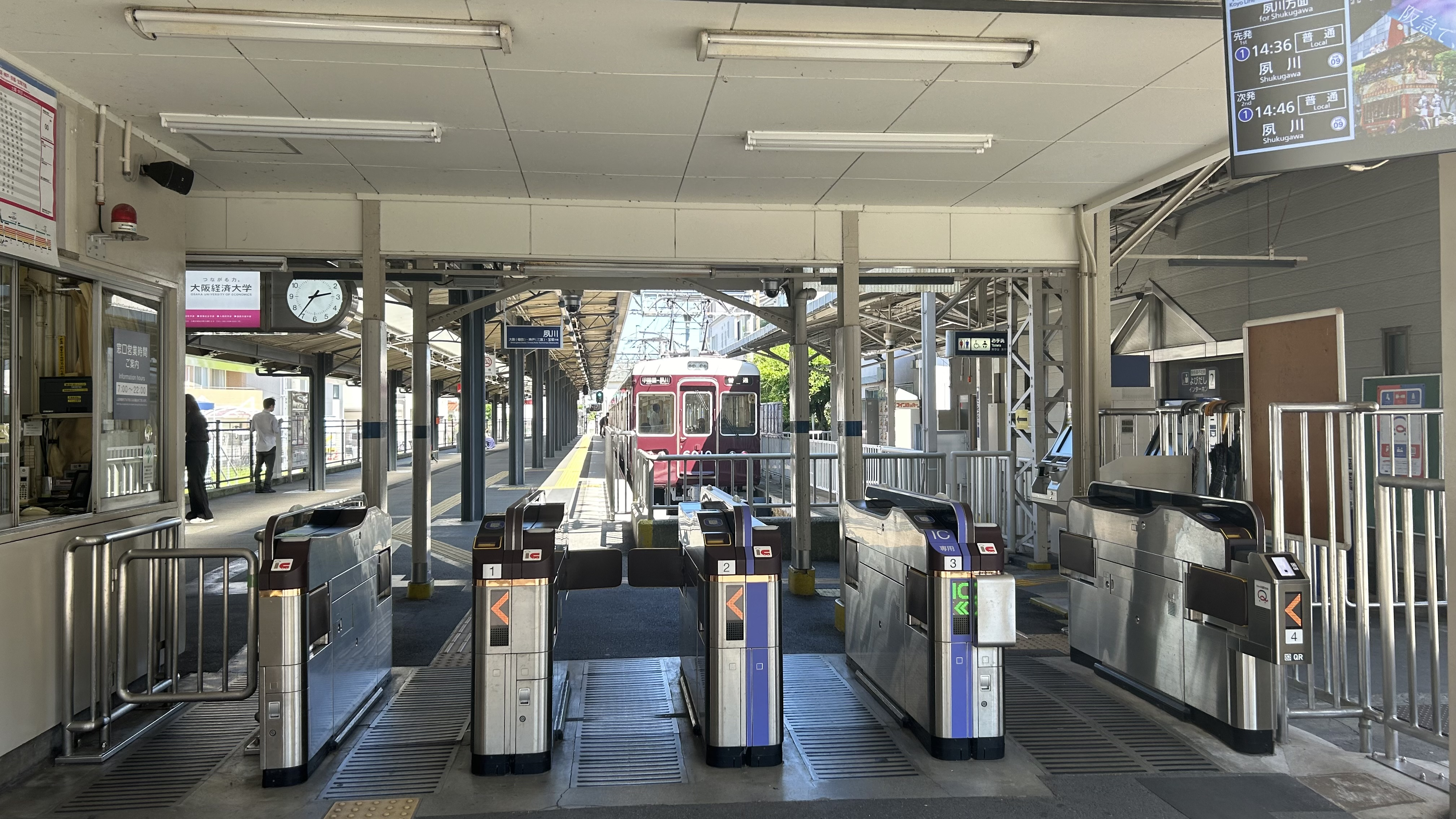
驗票閘口 (2024年7月)
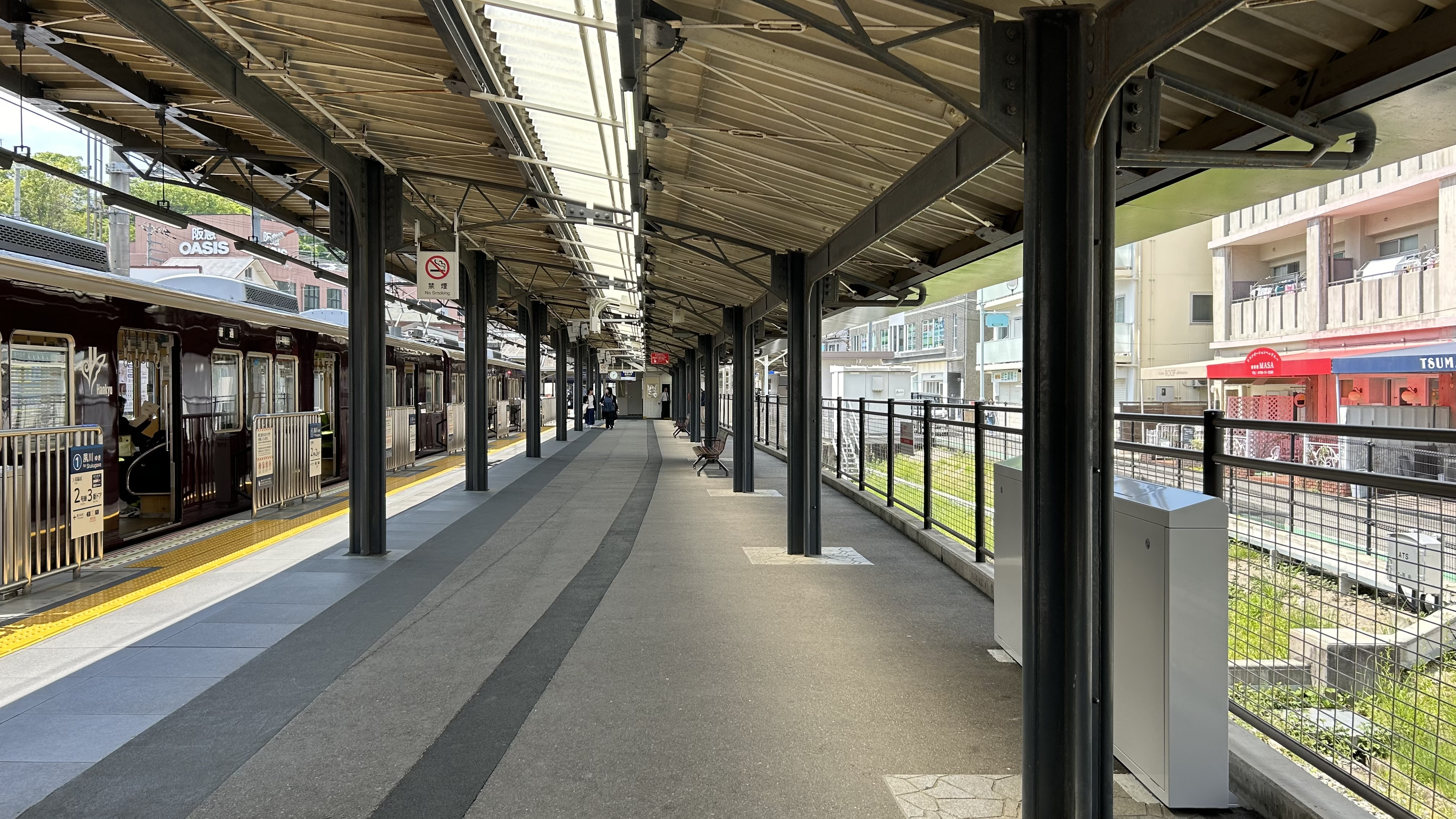
月台
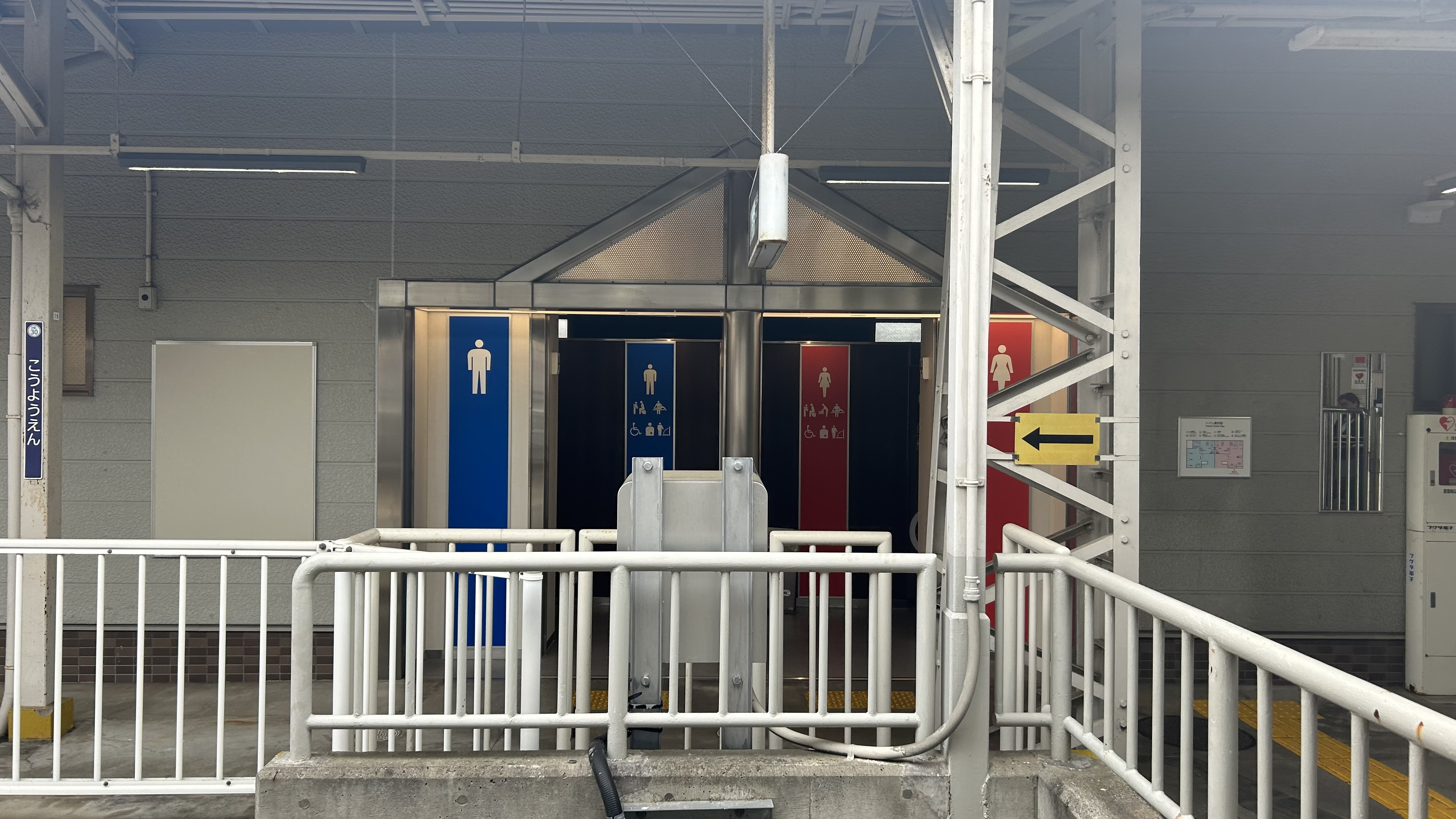
洗手間

## 使用情況
2016年年間上車人次為2,454,000人。1日平均上車人次為6,705人。
近年的1日平均上車人次如下表。
以前夙川學院中學・高等學校和夙川學院短期大學的學生時常使用本站，但前者在2016年，後者在2013年，全部都搬遷到神戶市。
| 年次               | 1日平均 上車人次 |
| ------------------ | ---------------- |
| 2001年（平成13年） | 7,463            |
| 2002年（平成14年） | 7,373            |
| 2003年（平成15年） | 6,800            |
| 2004年（平成16年） | 6,634            |
| 2005年（平成17年） | 6,290            |
| 2006年（平成18年） | 5,940            |
| 2007年（平成19年） | 6,679            |
| 2008年（平成20年） | 6,847            |
| 2009年（平成21年） | 7,159            |
| 2010年（平成22年） | 6,271            |
| 2011年（平成23年） | 6,112            |
| 2012年（平成24年） | 6,142            |
| 2013年（平成25年） | 6,367            |
| 2014年（平成26年） | 6,416            |
| 2015年（平成27年） | 6,427            |
| 2016年（平成28年） | 6,705            |

## 車站周邊
本地擁有西宮七園之一的甲陽園，為阪神間的高級住宅區。
- 西宮市立甲陽園小學校
- 甲陽學院高等學校
- 兵庫縣立西宮北高等學校
- 甲山
- 神咒寺
- 鷲林寺
- 兵庫縣立甲山森林公園
- 北山綠化植物園
- 安妮的玫瑰教會
- 熙篤會 西宮聖母修道院
- 西宮甲陽園郵局
- 西宮新甲陽郵局

### 公車路線
設有公車站「阪急甲陽園站前」，可搭乘阪神巴士．
- 西宮山手線
  - 1／山手西環：往 新甲陽→廣田神社前→（部份班次JR西宮）→西宮市役所→阪神西宮
  - 2／山手東環：往 滿池谷→常盤町→阪神西宮

## 相鄰車站
阪急電鐵
 甲陽線
苦樂園口（HK-29）－甲陽園（HK-30）

## 軼事
- 曾在輕小說《涼宮春日》系列中登場。在故事中被取名為「光陽園車站」。